# Mostacillastrum ameghinoi
Mostacillastrum ameghinoi är en korsblommig växtart som först beskrevs av Carlos Luis Spegazzini, och fick sitt nu gällande namn av Otto Eugen Schulz. Mostacillastrum ameghinoi ingår i släktet Mostacillastrum och familjen korsblommiga växter. Inga underarter finns listade i Catalogue of Life.